# Ganley 001
Ganley 001 – samochód Formuły 1 zbudowany przez Howdena Ganleya. Nigdy nie wziął udziału w wyścigu.

## Historia
Ganley 001 został ręcznie zbudowany przez Howdena Ganleya w jego siedzibie w Windsor. Bolid był prawie gotowy, a Ganley dysponował dwoma silnikami Cosworth DFV, jednak bolid nigdy nie wziął udziału w wyścigu. Ganley wraz z Timem Schenkenem stworzył firmę Tiga Race Cars, która miała używać bolidu Ganley 001.